# Luke's Preparedness Preparations
Luke's Preparedness Preparations er en amerikansk stumfilm fra 1916.

## Medvirkende
- Harold Lloyd som Lonesome Luke
- Snub Pollard
- Bebe Daniels
- Charles Stevenson
- Billy Fay